# Gilbert Glaus
Gilbert Glaus (ur. 2 grudnia 1955 w Thun) – szwajcarski kolarz szosowy, trzykrotny medalista mistrzostw świata.

## Kariera
Największy sukces w karierze Gilbert Glaus osiągnął w 1978 roku, kiedy zdobył złoty medal w wyścigu ze startu wspólnego amatorów podczas mistrzostw świata w Nürburgring. Na tych samych mistrzostwach wspólnie ze Stefanem Mutterem, Richardem Trinklerem i Kurtem Ehrenspergerem zdobył brązowy medal w drużynowej jeździe na czas. W wyścigu ze startu wspólnego zdobył także brązowy medal na mistrzostwach świata w Pradze w 1981 roku. W zawodach tych wyprzedzili go jedynie Andriej Wiediernikow z ZSRR oraz Belg Rudy Rogiers. Ponadto w 1977 roku wygrał Grand Prix Guillaume Tell, w latach 1983 i 1986 wygrywał Grand Prix de Cannes, w 1986 roku wygrał Bordeaux-Paryż, rok później Trofeo Laigueglia, a w latach 1977, 1980 i 1981 był najlepszy w Giro del Mendrisiotto. W 1983 roku wygrał jeden etap w Tour de France, a w klasyfikacji generalnej zajął 85. miejsce. Dwukrotnie startował w Giro d’Italia, ale nigdy nie ukończył tego wyścigu. W 1980 roku wystartował na igrzyskach olimpijskich w Moskwie, zajmując jedenaste miejsce w wyścigu ze startu wspólnego oraz czternaste w drużynowej jeździe na czas. Zawodowcem był w latach 1982-1992.

## Najważniejsze zwycięstwa i sukcesy
- 1977
  - 1. Grand Prix Guillaume Tell
- 1978
  - mistrzostwo świata amatorów w wyścigu ze startu wspólnego
  - 3. mistrzostwa świata amatorów w drużynowej jeździe na czas na 100 km
- 1980
  - 11. igrzyska olimpijskie w Moskwie
- 1981
  - 3. mistrzostwa świata amatorów w wyścigu ze startu wspólnego
- 1982
  -  mistrzostwo kraju w wyścigu ze startu wspólnego (elite)
  - etap w Criterium du Dauphiné Libéré
  - etap w Étoile de Bessèges
  - trzy etapy w Tour Méditerranéen
- 1983
  - etap w Criterium du Dauphiné Libéré
  - 1. GP de Cannes
  - prolog w Tour Méditerranéen
  - 2. Mistrzostwa Zurychu
  - 22. etap w Tour de France
- 1986
  - 1. GP de Cannes
  - 3. GP Kanton Aargau Gippingen
  - prolog w Étoile de Bessèges
  - 1. Bordeaux-Paryż
- 1987
  - 1. Trofeo Laigueglia